# Église Saint-Cyr-et-Sainte-Julitte de Saint-Cyr-la-Rivière
L'église Saint-Cyr-et-Sainte-Julitte de Saint-Cyr-la-Rivière est une église paroissiale catholique, dédiée à Saint Cyr et Sainte Julitte, située dans la commune française de Saint-Cyr-la-Rivière et le département de l'Essonne.

## Historique
La construction de l'église date du XIIe siècle et XIIIe siècle.
L'édifice est restauré au XVIIe siècle et XIXe siècle.
Depuis un arrêté du 22 octobre 1965, l'église est inscrite au titre des monuments historiques.

## Pour approfondir